# Balcha laciniosa
Balcha laciniosa är en stekelart som beskrevs av Gibson 2005. Balcha laciniosa ingår i släktet Balcha och familjen hoppglanssteklar.
Artens utbredningsområde är:
- Filippinerna.
- Vietnam.

Inga underarter finns listade.